# 傑拉爾德·溫伯格
傑拉爾德·馬文·溫伯格（英語：Gerald Weinberg，1933年10月27日—2018年8月7日）是一位電腦科學家，同時也是電腦軟體開發以及心理學與人類學領域的作家與講師。他最有名的書是《程式開發心理學》與《系統化思考導論》。

## 生平
傑拉爾德·溫伯格在芝加哥出生長大，曾就讀位於內布拉斯加州奧馬哈市的奧馬哈中心高中。於1963年獲得密歇根大學的通信科學博士學位]]。
溫伯格於1956年開始在電腦產業中工作，他最初在IBM的聯邦系統部門的華盛頓分部工作。在那裡，他參與了水星計畫（1959-1963），任職處理系統開發經理，水星計劃的目標是將人類送入地球軌道。 1960年，他發表了許多早期的論文。1969年開始，他擔任Weinberg & Weinberg的顧問與老闆。在這段期間，他舉辦了大量的工作坊，包括AYE研討會、從1974年開始舉辦的問題解決領導力工作坊和關於Fieldstone Method寫作方法的工作坊。溫伯格還在1970年起成為Dorset House Publishing出版社旗下的作家，1988年起擔任微軟的顧問，並從1993年起，擔任SHAPE（Software as a Human Activity Performed Effectively）論壇的版主。 
溫伯格擔任過內布拉斯加大學林肯分校、 賓漢頓大學和哥倫比亞大學的客座教授，在1950年代成為了通用系統研究學會 的成員，也是《IEEE軟體工程彙刊》IEEE Transactions on Software Engineering的創始成員之一。他同時是西南部與奧勒岡作家網路（ Southwest Writers and the Oregon Writers Network）的成員，也是許多軟體開發研討會的主講人。

## 其他
- Egoless programming（英语：Egoless programming）
- Prefactoring（英语：Prefactoring）

## 外部連結
- 溫伯格的部落格 Gerald Weinberg's blog( Secrets of Writing and Consulting) （页面存档备份，存于）
- 網路推理小說資料庫上的Gerald M. Weinberg